# جيد
جيد هي قرية في مقاطعة نمين، إيران. عدد سكان هذه القرية هو 1,015 في سنة 2006.